# Trichestra condor
Trichestra condor är en fjärilsart som beskrevs av Köhler 1968. Trichestra condor ingår i släktet Trichestra och familjen nattflyn. Inga underarter finns listade i Catalogue of Life.